# Рашба, Эммануил Иосифович
Эммануил Иосифович Рашба (30 октября 1927, Киев — 12 января 2025, Бруклайн, Массачусетс, США) — советский и американский физик-теоретик, доктор физико-математических наук (1964), чьи работы оказали значительное влияние на развитие теории твёрдого тела, полупроводников и спинтроники. Лауреат Ленинской премии 1966 года, премии имени А. Ф. Иоффе (1987) и премии Оливера Бакли (2022) Американского физического общества.

## Биография
Окончил физический факультет Киевского университета (1949). В 1949—1954 годах работал инженером и учителем в школе.
В 1954—1960 годах научный сотрудник в Институте физики АН УССР, с 1956 года кандидат наук. В 1960—1966 годах зав. отделом в Институте полупроводников АН УССР. В 1966—1992 годах — заведующий теоретическим отделением отдела полупроводников Института теоретической физики имени Л. Д. Ландау. Одновременно в 1967—91 годах профессор МФТИ.
Доктор физико-математических наук (1963), профессор (1967).
Проводил научные исследования по феноменологической теории полупроводников и полупроводниковых приборов, резонансным свойствам полупроводников, оптическим свойствам молекулярных кристаллов. Предсказал резонансный эффект, состоящий в возбуждении спиновых переходов ВЧ электрическим полем, установил возможность существования нового типа зонной структуры полупроводников. Автор работ по спектроскопии молекулярных кристаллов.
С 1991 года жил в США, где стал профессором Гарвардского университета, член Американского физического общества.

## Вклад в науку
Вместе с К. Б. Толпыго он разработал теорию переноса носителей тока в полупроводниках, что привело к важному результату — установлению закона, описывающего вольтамперные характеристики диодов и p-n-переходов при больших напряжениях (известного как закон Рашбы — Толпыго — Носаря).
Одним из ключевых достижений Рашбы стало решение проблемы аномальных спектральных полос поглощения. Он разработал теорию слабо связанных локализованных экситонов, которая объяснила эти явления. Позже, в Институте физики полупроводников, он продолжил исследования экситонов Ванье — Мотта, что привело к открытию эффекта, названного в его честь — эффекта Рашбы. Этот эффект заключается в гигантском увеличении силы осциллятора в спектроскопии кристаллов.
Рашба также внес значительный вклад в изучение спин-орбитального взаимодействия в полупроводниках. Он впервые ввел и обосновал член гамильтониана, описывающий это взаимодействие, линейный по волновому вектору. Это позволило предсказать новый тип резонанса — комбинированный резонанс, который возникает под действием электрического поля и приводит к перевороту спина. Эти работы были высоко оценены Л. Д. Ландау и стали основой для дальнейших исследований в области спинтроники.

## Награды
- Ленинская премия (в составе группы, за 1966 год) — за теоретические и экспериментальные исследования экситонов в кристаллах[2].
- Премия имени А. Ф. Иоффе (совместно с Г. Е. Пикусом, за 1987 год) — за серию работ «Симметрия и новые электронные явления в полупроводниках»[2].
- Премия НАН Украины им. С. И. Пекара (2007) «за выдающиеся достижения в области теории твердого тела»[2].
- Присуждена премия им. Оливера Бакли по физике конденсированного состояния (2022 Oliver E. Buckley Condensed Matter Physics Prize), 2022 г.